# ヒメカズラ
ヒメカズラとはサトイモ科の植物の1種。学名はPhilodendron scandens subsp. oxycardium （シノニムはP. oxycardium）。別名はオキシカルディウム（略して「オキシ」ということもある）。
観葉植物としてよく栽培されている。 

## 解説
原産地は西インド諸島、メキシコである。つるから付着根を出して、よじ登る性質がある。葉は濃い緑の色をしていてやや肉厚である。挿し木により繁殖させる。

## 栽培
高温多湿を好む植物で耐陰性がある。逆に直射日光には弱く、葉焼けの原因になるので注意が必要である。

## 品種
濃い緑が一色のものが一般的だが、黄色の斑点があるものや、ライムと言う葉がライトグリーンの品種もある。